# Хриплин
Хри́плин (укр. Хриплин) — село в Ивано-Франковской городской общине Ивано-Франковского района Ивано-Франковской области Украины.
Население по переписи 2001 года составляло 1887 человек. Занимает площадь 9,584 км². Почтовый индекс — 76495. Телефонный код — 03422.

## История
Село Хриплин разместилось в 4 километрах юго-восточнее областного центра и западнее Тысменицы, рядом Быстрицы-Надворнянской и её притока Млынивки (неподалёку от слияния этих рек). Поселение известно с XV века. Первое известное на сегодня письменное упоминание о селе приходится на 1436 (краевед П. Сиреджук приводит в своём труде «Как и когда заселялось Прикарпатье» другую дату — 1438 год).
Однако село возникло значительно раньше. Учёными давно доказано, что населённый пункт может существовать сотню-другую лет, прежде чем попадает в официальные документы или какие письменные реестры. Поэтому можем предположить, что Хриплин возник, вероятно, после Батыева нашествия, примерно в конце XIII или в начале XIV веков.
В разное время название села встречается в таких модификациях: Хреплин, Храплин и Хрыплин. Со второй половины XIX века наименование села нормируется за современным вариантом.